# Muhammad di Ghur
Muʿizz al-Dīn Muḥammad, o Mohamad di Ghor, noto anche come Muḥammad Ghūrī, in urdu شہاب الدین غوری, ossia Shihāb al-Dīn Ghūrī (1160 – 1206), è stato uno dei protagonisti dell'affermazione dell'Islam nell'India settentrionale.

## Biografia
Muʿizz al-Dīn Muḥammad di Ghūr (Ghūrī), fu uno dei sovrani della dinastia Ghuride, che dominò su un territorio che abbraccia gli odierni Afghanistan, Pakistan e India settentrionale. Le invasioni di Muḥammad Ghūrī hanno provocato la morte di almeno 100.000 indù, con molte donne e bambini indù venduti come schiavi nei paesi islamici.
L'ambizioso tagico Muḥammad Ghūrī ereditò il potere del fratello Ghiyāth al-Dīn Muḥammad e trasformò il suo piccolo Stato di Ghor (Ghūr) in un vasto impero. Assorbì innanzi tutto il territorio dei Ghaznavidi, poi lo dilatò con operazioni belliche impadronendosi del settentrione indiano e del Bengala.
Nel 1173, Muḥammad fu nominato governatore di Ghazna, assoggettata da suo fratello, e continuò a razziare a est il territorio ghaznavide. Invase il Gujarat negli anni ottanta del XII secolo, ma fu respinto dai Solankī che dominavano la regione. Nel 1186, s'impadronì di Lahore e mise fine al regno della dinastia dei Ghaznavidi.
Dopo una sua iniziale disfatta nel 1191 nella prima battaglia di Taraori inflittagli da Prithivîrâja Châhumâna III - il raja Rajput che all'epoca regnava sui territori di Delhi e di Ajmer - si ritirò con il suo esercito nelle sue basi, grazie al fatto che i guerrieri del raja Rajput non avevano una cavalleria in grado d'inseguire e sterminare quanti erano stati sconfitti. Passò quindi un anno intero a prepararsi a una nuova guerra. Tornò in campo nel 1192 e lo scontro nella seconda battaglia di Taraori, coi suoi 120.000 uomini turchi, persiani e afghani, forti di una possente cavalleria e di abili arcieri dotati di arco composito, annientò i 300.000 indiani di Prithivîr, catturando lo stesso raja, che fu giustiziato sullo stesso campo di battaglia.
Muḥammad Ghūrī divenne in tal modo il primo esponente musulmano a impadronirsi di Delhi e a insediare un potere islamico in India, senza tuttavia trasferirvisi personalmente.
Mentre egli nominava governatore di Delhi il suo generale Quṭb al-Din Aybak, futuro fondatore della locale dinastia mamelucca (da non confondere con quella che regnò in Egitto e Siria dopo gli Ayyubidi), l'altro suo generale Muḥammad ibn Bakhtiyār attraversava il Gange, prese Varanasi, distruggendo templi indù e sterminando la popolazione maschile, salvando le donne e i fanciulli per deportarli come schiavi, Muḥammad Ghūrī razziava il Bihār dove perpetrò il grande massacro di monaci buddisti a Nālandā, e della popolazione civile, vibrando un colpo pesante al buddhismo indiano. S'impadronì infine del Bengala ove tuttavia incontrò una resistenza non trascurabile.
Nel 1206, Muḥammad Ghūrī si recò a Lahore per piegare una rivolta, ma sulla via del ritorno a Ghazna in cui s'era stabilito, fu assassinato a Damik, forse ad opera di un Assassino ismailita nizarita, oppure da un combattente ghakkar della regione.
Muḥammad Ghūrī (che non lasciò eredi), trattò i suoi schiavi come figli e si pensa che egli abbia addestrato una gran quantità di schiavi d'origine turca alle arti della guerra e all'amministrazione dei suoi territori, riprendendo uno schema a suo tempo avviato dal califfo abbaside al-Muʿtaṣim e dal Sultano ayyubide al-Ṣāliḥ Ayyūb.
Uno di tali schiavi, Quṭb al-Dīn Aybak, si rese indipendente e fondò alla morte di Muḥammad di Ghūr un Sultanato, inaugurandovi la dinastia dei Mamelucchi di Delhi.